# Alexander Weigel

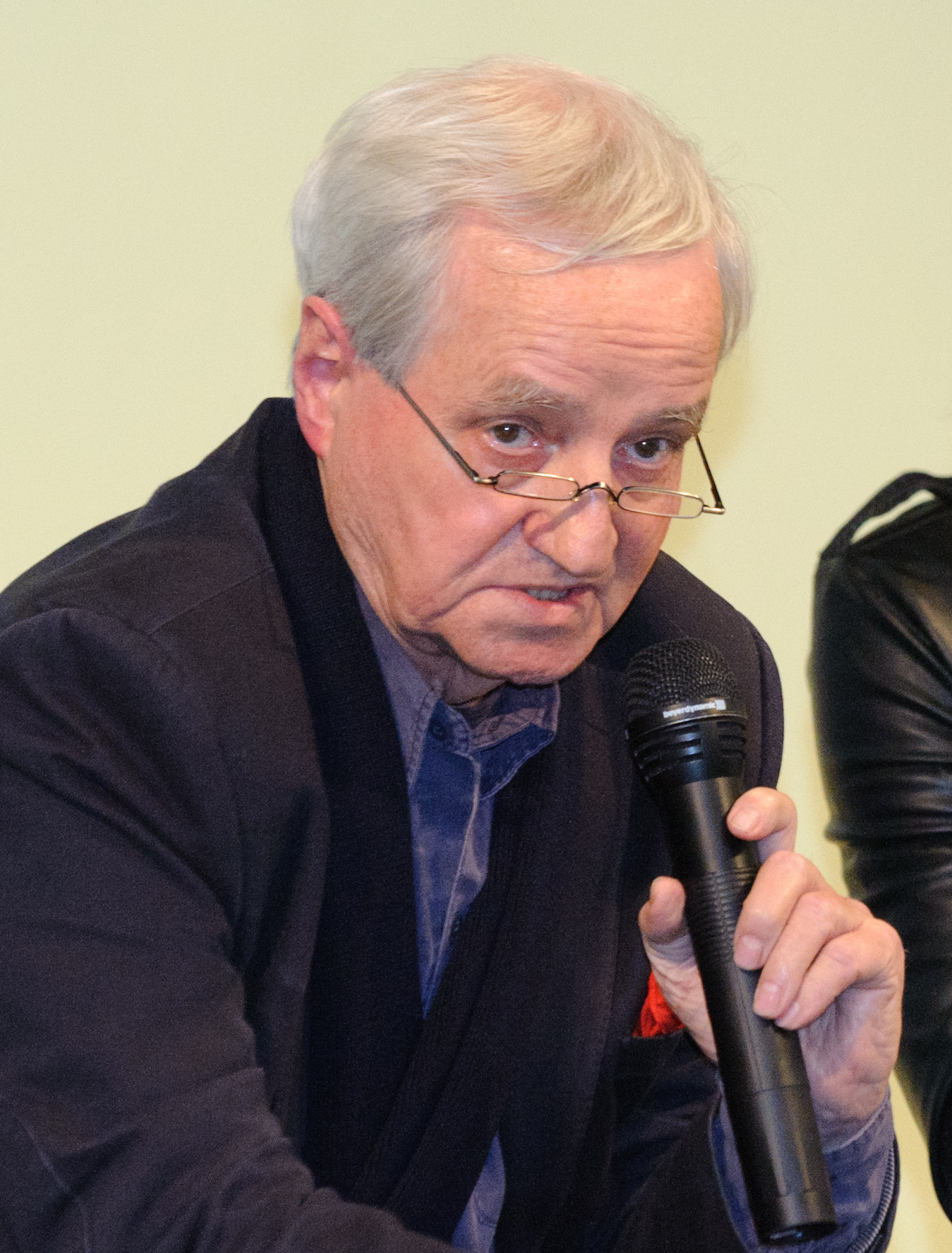
Alexander Weigel, 2011

Alexander Weigel (geboren 30. Dezember 1935 in Zwickau; gestorben 13. Januar 2020 in Berlin) war ein deutscher Dramaturg, Autor und Herausgeber.

## Leben
Er besuchte 1942–1950 die Grundschule in Döbeln (Sachsen) und 1950–1954 die Oberschule, die er mit dem Abitur in Karl-Marx-Stadt abschloss. 1954–1958 studierte er Geschichte an der Karl-Marx-Universität in Leipzig u. a. beim Historiker Walter Bartel; daneben war er Gasthörer bei Ernst Bloch und bei Hans Mayer.
Er war 1954–1958 Mitglied der Studentenbühne der Universität und arbeitete hier zum ersten Mal mit dem Germanisten und späteren Regisseur Adolf Dresen zusammen. 1958–1960 war er Regie- und Dramaturgieassistent am Volkstheater Rostock, 1959 auch bei den Rügenfestspielen (Störtebeker-Festspiele) in Ralswiek. 1960–1963 war er Dramaturg am Theater Greifswald und 1963/64 Redakteur der Zeitschrift Theater der Zeit Berlin.
1964–2001 war er Dramaturg am Deutschen Theater Berlin; 1965–1975 Dramaturg des Regisseurs Adolf Dresen (u. a. bei Goethes „Faust 1“, 1968, Isaak Babels „Maria“, 1970, O’Casey’s „Juno und der Pfau“, 1972, und Kleists „Prinz Friedrich von Homburg/Der zerbrochne Krug“, 1975); 1986–1992 Dramaturg der Inszenierungen von Heiner Müller am Deutschen Theater: „Der Lohndrücker“ (1988), „Hamlet/Maschine (Hamletmaschine)“ (1990) und „Mauser“ (1991). Am Deutschen Theater arbeitete er u. a. auch mit den Regisseuren Jürgen Gosch (1993–1997) und Matthias Langhoff (1999).
1985–1992 gab er die 1911 von Max Reinhardt begründeten Blätter des Deutschen Theaters neu heraus. Er inszenierte zahlreiche Matineen, u. a. die Reihe Theater Expressionismus Berlin mit Walter Hasenclever: Der Sohn, Reinhard Goering: Seeschlacht, Ernst Toller: Die Wandlung, Georg Kaiser: Gas (1987) sowie Matineen zu Alexander Granach (1988); Wolfgang Langhoff (Der Fall „Die Sorgen und die Macht“ (1962/63) Peter Hacks) (1991); Carl Sternheim (1992); Max Reinhardt (1993); Otto Brahm (1995). Er erarbeitete mehrere Ausstellungen im Deutschen Theater: Alexander Granach (1989); Carl Sternheim (1992); Max Reinhardt (1993); Albert Lortzing und das Friedrich-Wilhelmstädtische Theater (2001).
Alexander Weigel war seit 2001 freischaffender Autor, Herausgeber und Dozent. Er war verheiratet mit der Schauspielerin und Lyrikerin Blanche Kommerell.

## Filmografie
- 1984: Ei! Kennt ihr noch das alte Lied? (Theateraufzeichnung)

## Publikationen (Auswahl)
- Die Archäologie des Maulwurfs. Heiner Müller und das Deutsche Theater. In: Heinz Ludwig Arnold (Hrsg.): Heiner Müller (= Text+Kritik. Heft 73). 2. Auflage, Neufassung. Edition Text und Kritik, München 1997, ISBN 3-88377-540-1, S. 155–178.
- Das Deutsche Theater. Eine Geschichte in Bildern. Propyläen, Berlin 1999, ISBN 3-549-05705-9.
- Das imaginäre Theater Heinrich von Kleists. Spiegelungen des zeitgenössischen Theaters im erzählten Dialog „Ueber das Marionettentheater“. In: Beiträge zur Kleist-Forschung. Bd. 14, 2000, ISSN 0232-7112, S. 21–114.
- „Warte zehen Jahre u Du wirst mich nicht ohne Stolz umarmen“. Einige andere Gedanken zu Kleists Würzburger Reise. In: Beiträge zur Kleist-Forschung. Bd. 15, 2001, S. 69–98.
- Siegfried Jacobsohn: Gesammelte Schriften 1900–1926 (= Veröffentlichungen der Deutschen Akademie für Sprache und Dichtung, Darmstadt. Bd. 85). Herausgegeben und kommentiert von Gunther Nickel und Alexander Weigel. 5 Bände. Wallstein, Göttingen 2005, ISBN 3-89244-672-5.
- „Unmaßgebliche Bemerkungen“. Strategien Kleists im Kampf um das Nationaltheater in den „Berliner Abendblättern“ 1810. In: Kleist-Jahrbuch. 2007, ISSN 0722-8899, S. 133–151.
- Holthoff oder die Ordnung in Berlin oder Kleists Schatten. In: Heilbronner Kleist-Blätter. Bd. 20, 2008, ZDB-ID 2423803-X, S. 136–162.
- Das imaginäre Theater Heinrich von Kleists. Vorträge, Theatertexte, Aufsätze. Kleist-Archiv Sembdner, Heilbronn 2015. 296 Seiten. Reihe "Heilbronner Kleist-Studien", Band 13. ISBN 978-3-940494-73-3.

## Belege
1. ↑  „Das Gedächtnis des Deutschen Theaters“ Dramaturg Alexander Weigel gestorben, nachtkritik.de vom 19. Januar 2020, abgerufen am 20. Januar 2020.

| Personendaten    | Personendaten                              |
| ---------------- | ------------------------------------------ |
| NAME             | Weigel, Alexander                          |
| KURZBESCHREIBUNG | deutscher Dramaturg, Autor und Herausgeber |
| GEBURTSDATUM     | 30. Dezember 1935                          |
| GEBURTSORT       | Zwickau                                    |
| STERBEDATUM      | 13. Januar 2020                            |
| STERBEORT        | Berlin                                     |